# Teodora a II-a
Teodora a II-a (n. 815 - d. 15 februarie 867) a fost o împărăteasă bizantină, soția lui Theophil și mama lui Mihail al III-lea Bețivul, regentă în timpul minoratului fiului său.
Teodora era originară din Paflagonia, dintr-o familie armeană. A fost căsătorită cu împăratul Theophil, cu care a avut șapte copii. Când soțul ei a murit, ea a devenit regentă pentru fiul său cel mic, Mihail al III-lea. Pe plan religios, Teodora a fost o iconodulă convinsă, persecutându-i pe iconoclaști și pe paulicieni. Când fratele ei, Bardas, a devenit Caesar, Teodora a intrat în conflict cu el, dar și cu Mihail III, care a trimis-o la mănăstire împreună cu fiica sa, Thekla, în 855. A fost asasinată din ordinul lui Vasile I Macedoneanul.
Datorită faptului că a susținut cultul icoanelor, Teodora a fost canonizată și este sărbătorită pe 11 februarie de către ortodocși.